# Sedco 700
Sedco 700 – наразі виведене з експлуатації напівзанурене бурове судно, яке почало свою діяльність ще у 1970-х роках.

## Загальна інформація
Судно спорудили у 1974 році на верфі Levingston Shipbuilding Company у Оранджі (штат Техас). Замовником виступила компанія Sedco (у 1985-му стала частиною компанії Sedco Forex, а в 2000-му була поглинена Transocean).
Судно стало головним у типі «Sedco 700», проект якого розробила інжинірингова компанія Earl & Wright. Первісно воно могло бурити при глибині моря до 380 метрів, в подальшому цей показник збільшили до 1098 метрів. Максимальна довжина свердловини становила 7,6 км, а проведення робіт забезпечувала бурова установка National Oilwell Varco E-3000 потужністю 3 тисячі кінських сил. У 1987-му Sedco 700 разом з Sedco 711 стали першими в світі напівзанурюваними установками, обладнаними системами верхнього приводу (топдрайв).
Судно було розраховане на виживання при висоті хвиль до 36 метрів.

## Служба судна
Перші два десятиліття своєї служби Sedco 700 провело у Північному морі. Зокрема, відомо що в 1974-му воно бурило тут для компанії Shell в районі з глибиною моря 189 метрів (на той час це була доволі значна глибина для стандартних офшорних робіт). Також відомо, що щонайменше з літа 1988-го по грудень 1990-го судно працювало на північноморських проектах іншого енергетичного гіганта BP.
У вересні 1993-го Sedco 700 завершило роботи за контрактом з ВР, після чого прибуло для ремонту на верф у Роттердамі. До кінця зими 1994-го його мали доправити з Північного моря до західного узбережжя Африки, де першим завданням судна стала участь у облаштуванні нафтового родовища N'Kossa (Республіка Конго), розташованого у Гвінейській затоці в районі з глибиною моря 170 метрів. За 3,5-річним контрактом з компанією Elf (попередних енергетичного гіганта Total) Sedco 700 мало пробурити 19 свердловин для плтаформи NKF-2, при тому що інша бурова установка тієї ж компанії Sedneth 701 отримала завдання спорудити 22 свердловини для платформи NKF-1 (відомо також, що після завершення робіт на N'Kossa власник Sedco 700 та Sedneth 701 за допомогою тих же бурових установок не пізніше 1998-го виконав завдання на двох інших нафтових родовищах Республіки Конго – на Likouala для Total та на Kitina для італійської Eni).
Наприкінці десятиліття судно відвідало турецький сектор Чорного моря. Тут у липні – вересні 1999-го на замовлення спільного підприємства TPAO та американської  ARCO (невдовзі була придбана BP) воно спорудило свердловини Limankoy-1 та Limankoy-2, розташовані за вісім десятків кілометрів на північний захід від виходу з Босфору, в районі з глибиною моря 820 метрів та 720 метрів відповідно. Свердловини досягнули глибини у 2755 метрів та 3326 метрів тв виявила газопрояви у відкладеннях міоцену.
Станом на початок весни 2000-го Sedco 700 було вже знову у Гвінейській затоці, де спершу провело кілька місяців на верфі у Габоні. Після цього воно розпочало роботи у по облаштуванню нафтового родовища Ceiba, яке належить Екваторіальній Гвінеї та розташоване в районі з глибиною моря 700 – 800 метрів. Спершу судно провело освоєння чотирьох вже існуючих свердловин (Ceiba-4, -1, -2 та -3) після чого узялось за спорудження нових. Як зазначалось на початку 2005-го, Sedco 700 пробурило більшість та освоїло всі свердловини, які відносились до проекту облаштування родовища (відомо, що останній у перших фазах 1 та 1А включав біля двох десятків свердловин). Контракт з компанією Amerada Hess (у 2001-му стала основним Triton Energy, яка провадила розробку  Ceiba) неодноразово подовжувався та тривав щонайменше до січня 2006-го.
У 2007-му на замовлення Noble Energy  Sedco 700 спорудило в камерунських водах розвідувальну свердловину YoYo-1. Закладена в районі з глибиною моря 528 метрів, вона виявила на глибині 2568 метрів газонасичений резервуар у відкладеннях епохи міоцену. Хоча відкладення палеогену, що слугували другою ціллю свердловини, виявились непродуктивними, спорудження YoYo-1 призвело до відкриття газоконденсатного родовища Йоланда-Йойо.
Надалі Sedco 700 продовжило роботи для Noble Energy, проте у водах Екваторіальної Гвінеї. Навесні 2008-го судно спорудило оціночну свердловину І-5 на нафтогазоконденсатному родовищу Асенг (Беніта). Вона досягнула глибини у 3075 метрів та виявила у відкладеннях міоцену нафтовий інтервал товщиною 13 метрів, а також встановила водо-нафтовий контакт.
До липня 2008-го Sedco 700 пробурило розвідувальну свердловину І-6. Закладена в районі з глибиною моря 660 метрів, вона виявила кілька газо- та нафтонасичених інтервалів загальною товщиною 32 метри, що стало відкриттям нафтогазоконденсатного родовища Д'єга/Кармен.
В червні 2009-го, коли судно провадило буріння у водах Нігерії, стався рапотовий викид газу (blowout) із виявленого на невеликій глибині газового «карману». Втім, інцидент мав вдале завершення (хоча відомі випадки, коли бурові судна тонули внаслідок втрати плавучості при загазуванні води).
Станом на осінь 2009-го Sedco 700 знаходилось у Екваторіальній Гвінеї, проте на цей раз перебувало тут у простої.
Кілька наступних років судно провело у простої в Малайзії. Наприкінці 2014-го власник судна оголосив про рішення продати його на злам.